# 學園奇諾
《學園奇諾》是時雨澤惠一所寫，純粹惡搞的輕小說，插畫由黑星紅白繪製。該小說原本連載於電擊文庫郵購版，共三話，分別於2003、2004和2005年發表。湊夠一本輕小說的稿量和經過小量校正後，《學園奇諾》日文原本於2006年夏季發行。台灣中文版則在2007年1月3日由台灣角川發行。《學園奇諾2》已於日本發行。台灣中文版則在2008年3月25日由台灣角川發行。
《學園奇諾》雖為《奇諾之旅》第四部「後記」的「延續」（這裡所指的「後記」並不是一般的後記，而是跟該小說內容無關的「後記」，是時雨澤的寫作特色之一），但風格和內容跟《奇諾之旅》截然不同。為免不知情的讀者買下後感到失望，該小說在書腰的部份註明「這部作品和《奇諾之旅》沒有關係」。

## 故事
旅行者奇諾（Kino）騎著她那會說話的摩托車漢密斯（Hermes），與西茲一行人為了追捕四大魔王而在宇宙中旅行。他們在一鄉下行星補給物資時，當地的女神希望他們能幫助她阻止四大魔王把該星球的年輕人變成妖魔。因拒絕女神的求助而被抓狂的女神植入虛構的記憶，分別變成木乃、漢密斯和靜，並以學生的身份送入學園除魔斬妖。

## 人物
木乃
本作品女主角。日語跟「奇諾」同一發音的木乃是一名四年級生（高中一年級生）。她在發現妖魔時會變成「神秘美少女槍手騎士‧奇諾」，而在她腰間的模型手槍則會變成能夠把妖魔變回原狀的「大型卡農～魔射滅鐵～」。
皮帶上有一些綠色腰包，是奶奶給木乃的護身符，內有大量槍械。很信賴「靜」非常厭惡「薩摩耶假面」，認為他會妨礙戰鬥；非常厭惡「犬山‧汪汪‧陸太郎」，認為他是跟蹤狂卻非常信賴「汪汪刑警」。
漢密斯
本作品"男"主角之一。漢密斯是一個用綠色皮革和黃色金屬所做的手機吊飾。能以小男生聲線說話的他在奇諾需要的時候，可以變成摩托車模樣。
靜
本作品男主角之一。日語跟「西茲」同一發音的靜是一名六年級生（高中三年級生）。他經常戴著一把日本刀，為學園裡的萬人迷，有多種綽號：「刀之貴公子」、「靜王子殿下」（以上稱呼主要出自女生），或「ＴＨＥ殺人魔」、「囂張過頭的武士」（主要出自男生）。
奇諾遇上危機時，他會變身成全身白色衣著、頭頂著紅蘋果、戴著狗耳朵和面具的變態男——「薩摩耶假面」。薩摩耶假面登場時，還會有一隻白鴿以慢動作飛過（雖文中沒有說明，但這是吳宇森電影中常見場面）。薩摩耶假面曾經用過三個名稱：「純白正義騎士‧薩摩耶假面」（又名「THE ONLY ONE 薩摩耶騎士！」）、「劍與愛與真實的傳教士‧薩摩耶假面α」和「夢愛與希望的創造者‧薩摩耶假面R」。非常害怕蒂，光是看到她就會受到衝擊而嚇的無法動彈；詳細不明。
犬山‧汪汪‧陸太郎
由大白狗變成美少年的犬山‧汪汪‧陸太郎在放暑假前以轉學生的身份進入學園。同樣地，犬山也可以變身成為全身黑色衣著、雙手持槍並以「槍七乘之拳法」把攻擊力增強到120%的「汪汪刑警」，幫助奇諾打倒妖魔。
黑島茶子
在下學期突然到這學園，年約二十歲左右的英文老師，有著一頭白髮及翡翠綠的眼睛，是個完美的成熟女性，非常受學生的歡迎，不知為何就是喜歡抱犬山，尤其最喜歡從後面抱住他並把下巴抵在他頭上，喜歡說的話 「大家好好相處!」。隸屬政府特殊部門，能輕易使喚『kill（殺害）、Attack（攻擊）、Enemy（敵人）、React（反應）、Element（分隊）』簡稱「KAERE」(音同日語： 滾回去!)的特殊部隊，也曾對內閣總理大臣做過有關「神秘美少女槍手騎士‧奇諾」、「薩摩耶假面」以及「汪汪刑警」的直接報告。起而行社團的申請人。社團活動時遇到妖魔會毫不猶豫丟下社員跑掉。
蒂
突然出現在戰鬥場面，冷漠、沉默不語的神秘少女，外表看來約十二歲，有著一頭白髮及翡翠綠的眼睛，能夠把美軍過去常用的Mk 2手榴彈運用自如，那些逼近而來的怪物對她來說根本不算什麼；而且，跟薩摩耶假面似乎有什麼不為人知的過去。不知為何就是喜歡抱汪汪刑譬，尤其喜歡從後面撲上去抱住他，並把下巴抵在他頭上。
伊妮德

沙羅
自第四集登場的學園一年級(國中一年級生)少女。綁著麻花辮且滿臉雀斑，乍看之下很平凡。但事實上，她曾是國民偶像歌手「安奈‧原見」的「幕後歌聲」，擁有驚人歌唱實力。實情曝光後，便決定當個學生歌手。她是起而行社的臨時社員，由於無依無靠，現在跟木乃住同一棟宿舍。非常喜歡艾利亞斯。兩人是一對甜蜜蜜的情侶。
艾利亞斯
學園一年級的金髮男學生，父母是外國人，卻是在日本土生土長。性格有些懦弱，但比任何人還要了解沙羅，也是她精神上的支柱。不過第四集並沒有描述這件事的始末。為了救助沙羅，他曾受到魔鬼的誘惑而變成妖魔，但最後並不是靠奇諾恢複原狀，是他自己變回人類的。而他似乎失去了化為妖魔時的記憶。那瘦小的身軀究竟隱藏了什麼樣的力量，全都是未解的謎題。
奶奶
奶奶為木乃的師父，是使用手槍的能手。她在《學園奇諾》最後一話裡變身成「美婆婆槍士‧THE SUPER婆婆」，幫助奇諾、薩摩耶假面和汪汪刑警一行人收復妖魔。
時雨澤惠一
即作者本人，在本篇和「後記」都有出現。
雨澤惠一
作者虛構出來的人物，聲稱「跟時雨澤同一職場但毫無血緣關係的陌生人」，是時雨澤惠一的傾聽者。第四集「後記」時雨澤曾在某次演講透露出「雨澤是很萌的美少女呦！」之所以用男性用語說話，是因為個性使然。

## 用語
妖魔

大型卡農～魔射滅鐵～
木乃每次變身成奇諾後只能使用一次,可以把妖魔變回人類。
起而行社團
起而行社團的申請人黑島茶子，申請時拿出特殊文件讓校長很不情願的通過申請。
- 活動內容：「不跟既有的社團活動的所有活動，以及跟既有的社團活動相同的所有活動，總之到時候在看該怎麼辦。」
- 初期社員：木乃、靜、犬山
- 臨時社員：伊妮德、沙羅、艾利亞斯

KAERE
『kill（殺害）、Attack（攻擊）、Enemy（敵人）、React（反應）、Element（分隊）』簡稱「KAERE」(音同日語： 滾回去!)的特殊部隊。因為黑島茶子的關係現在主要活動是做為起而行社團的後援支援。

## 出版書籍
| 冊數 | 電擊文庫      | 電擊文庫               | 台灣角川      | 台灣角川               |
| 冊數 | 發售日期      | ISBN                   | 發售日期      | ISBN                   |
| ---- | ------------- | ---------------------- | ------------- | ---------------------- |
| 1    | 2006年7月10日 | ISBN 978-4-8402-3482-5 | 2007年7月3日  | ISBN 978-986-174-232-8 |
| 2    | 2007年7月10日 | ISBN 978-4-8402-3908-0 | 2008年3月26日 | ISBN 978-986-174-639-5 |
| 3    | 2009年6月10日 | ISBN 978-4-04-867840-7 | 2010年1月4日  | ISBN 978-986-237-442-9 |
| 4    | 2010年7月10日 | ISBN 978-4-04-868644-0 | 2011年1月21日 | ISBN 978-986-287-019-8 |
| 5    | 2011年7月10日 | ISBN 978-4-04-870690-2 | 2012年5月16日 | ISBN 978-986-287-714-2 |
| 6    | 2019年9月17日 | ISBN 978-4-04-912665-5 |               |                        |
| 7    | 2021年5月8日  | ISBN 978-4-04-913789-7 |               |                        |

### 章節列表
譯名以台灣中文版為準。
- 學園奇諾
  - 奇諾旅第四部·學園篇第一話　「奇諾豪邁登場！」─Here Comes KINO─
  - 奇諾旅第四部·學園篇第二話　「今人在意的那傢伙是轉學生汪！」─Before Dog Days─
  - 『籃球木乃』
  - 『游泳木乃』
  - 奇諾旅第四部·學園篇第三話　「暑假充滿浪漫與火藥味─刀與狗的入贅大戰？」─Last Man Standing Got Milk.─
- 學園奇諾2
  - 『功課~深夜中的最後期限~』 -Dead Limit-
  - 奇諾旅第四部·學園篇第四話　「茶子的炸彈物語」─Tea Breaks!─
  - 奇諾旅第四部·學園篇第五話　「握有千枝槍械的少女」─Role Playing Game─
  - 奇諾旅第四部·學園篇第零話　「頂天立地的漢密斯」─Strap Meets the Girl.─
  - 番外篇　「與某個靜與某個薩摩耶假面的某個夏日的某一天」─a Day of a Dog in Dog days─
- 學園奇諾3
  - 奇諾旅第四部·學園篇第五話　「茶子的報告～學園奇諾③之序幕～」─Chako's Report─
  - 奇諾旅第四部·學園篇第六話　「喔～終於見面的故事」─Ten Days in Japan─
  - 序章　「在雨中」─Rain─
  - 第一章　「她，來園」─Escaper─
  - 第二章　「起而行社夜未眠」─After School─
  - 第三章　「秋葉原假期」─Akiba's Holiday─
  - 第四章　「戰鬥開始」─Rock'n'Roll─
  - 第五章　「信賴」─Faith─
  - 最終章　「在晴天裡」─Shine─
- 學園奇諾4
  - 奇諾旅第四部·學園篇第七話　「需要歌姬之國」─the Shooting Diva─
  - 序章　「奇諾」─She is KINO.─
  - 第一章　「起而行！」─S-RU！─
  - 第二章　「聽我唱歌吧」─The Band─
  - 第三章　「正義使者，如此戰鬥」─The Role─
  - 第四章　「艾利亞斯的戰鬥」─Fight for You─
  - 第五章　「沙羅的戰鬥」─Song for You─
  - 最終章　「妖魔」─Elias─
  - 奇諾旅第四部·學園篇第六·五話　「某炸彈少女的故事」─After School Tea Time─
- 學園奇諾5
  - 奇諾旅第四部·學園篇第八話　「如果高中棒球女子經理呼喚茶子老師的『起而行社』」─Combatfield of Dreams─
  - 序章　「茶子老師突然……」─a Sunday Morning─
  - 第一章　「來打棒球吧！」─Let's Have a Breakfast!─
  - 第二章　「敵人是棒球隊」─Nice─
  - 第三章　「敵人是自己」─Enemy Line─
  - 第四章　「永遠閃亮的內野」─Rough Diamond─
  - 最終章　「星期一」─a Sequel─
  - 奇諾旅第四部·學園篇第八·五話　「相當失焦」─Introduction─

## 漫畫
| 冊數 | 電擊Comics     | 電擊Comics             |
| 冊數 | 發售日期       | ISBN                   |
| ---- | -------------- | ---------------------- |
| 1    | 2011年2月26日  | ISBN 978-4-04-870330-7 |
| 2    | 2011年10月27日 | ISBN 978-4-04-870987-3 |
| 3    | 2012年6月27日  | ISBN 978-4-04-886649-1 |